# Bradina consortialis
Bradina consortialis là một loài bướm đêm trong họ Crambidae.